# Вхождение Перми Великой в состав Русского государства
Вхождение Перми Великой в состав Русского государства — происходивший во второй половине XV — начале XVI века процесс включения территории Перми Великой в состав Русского государства.
Точная дата присоединения Перми Великой к России является дискуссионным вопросом в российской историографии. Такие исследователи как В. А. Оборин, Г. Н. Чагин, Л. Д. Макаров, относили это событие к 1451 году, когда Михаил Ермолич был назначен наместником московского князя Василия II Тёмного на пермской земле. Тем самым, по их мнению, «произошло мирное включение Перми Великой в состав Русского государства». Другие историки считают это событие лишь началом длительного процесса присоединения земель Перми Великой к России. Так, Е. В. Вершинин предполагает, что лишь после Чердынского похода (1472 год) и повторной присяги князь Михаил окончательно превратился в московского наместника, и тем самым на Пермь Великую распространилась обычная для Московского государства система управления. О. В. Семенов отодвигает дату окончательного вхождения на 1505 год, когда наместник был назначен не из числа великомпермских князей, тем самым наследственный характер наместничества был заменён на обычный для московских земель порядок — в соответствии с уставной грамотой.
Важную роль в процессе включения пермских земель в состав Русского государства играла церковь. Первая попытка христианизации коми-пермяков была предпринята в 1455 году епископом Питиримом, который, однако, был убит вторгшимися вогуличами. В 1462 году Иона Пермский «добавне крести» Пермь Великую. С этого момента в крае появляются первые храмы и монастыри.

## 1451 год — Великопермские князья
Позиция учёных, относящих вхождение в состав Русского государства Перми Великой к 1451 году, всецело основывается на показаниях Вычегодско-Вымской летописи, в которой содержится упоминание о том, что князь Московский Василий II Тёмный «прислал… на Пермскую землю наместника от роду вереиских князей Ермолая да за ним Ермолаем да за сыном ево Василием правити Пермской землей Вычегоцкою, а старшево сына тово Ермолая, Михаила Ермолича, отпустил на Великая Пермь на Чердыню. А ведати им волости вычегоцкие по грамоте наказной по уставной». Наместник московского князя Михаил Ермолич — первый известный представитель великопермской княжеской династии, которая правила Великопермским княжеством до 1505 года.
Однако ряд учёных обращают внимание на то, что Василий Тёмный не мог в 1451 году назначить своего наместника в Перми Великой. В частности исследователями отмечается что великопермские князья были пермского происхождения (С. М. Соловьёв, О. В. Семенов), то есть можно говорить не о вхождении, а о зависимости Великопермского княжества от Москвы, тем более, что формально Пермь Великая до начала 1470-х годов принадлежала Новгороду. Также отмечается, что к середине XV века не было ни внешних, ни внутренних условий для включения Перми Великой в состав России: отсутствие сколько-нибудь значительного русского населения, удаленность края, постоянные набеги со стороны вогуличей, отсутствие разветвленной сети опорных пунктов.